# 費耶特 (紐約州)
費耶特（英語：Fayette）是一個位於美國紐約州塞尼卡縣的鎮。

## 人口
根據2020年美國人口普查的數據，費耶特的面積為171.98平方千米，當中陸地面積為141.98平方千米，而水域面積為30.00平方千米。當地共有人口3617人，而人口密度為每平方千米21人。